# Emmanuelle Vaugier
Emmanuelle Frederique Vaugier (ur. 23 czerwca 1976 w Vancouver) – kanadyjska aktorka i modelka.

## Życiorys
Wystąpiła m.in. w filmach Piła II, 40 dni i 40 nocy i w serialach CSI: Kryminalne zagadki Nowego Jorku, Tajemnice Smallville. Zagrała także w grze komputerowej Need for Speed: Carbon jako Nikki oraz w filmie Far Cry Uwego Bolla.
W 2006 roku zajęła trzydziestą pierwszą pozycję w rankingu Maximum Hot.

## Filmografia

### Seriale
- Nieśmiertelny (1992) jako Maria Alcobar
- Madison (1993) jako Noella D’Angelo
- Higher Ground (2000) jako Elaine Barringer
- Just Cause (2001) jako Louisa
- My Guide to Becoming a Rock Star (2002) jako Sarah Nelson
- Czarodziejki (Charmed) (2002) jako dr Ava Nicolae
- Detektyw Monk (Monk) (2002) jako Pat, Juror No. 12
- Tajemnice Smallville (Smallville) (2001) jako dr Helen Bryce
- The Handler (2003) jako Angie (1 odcinek) 2003
- Pogoda na miłość (One Tree Hill) (2003) jako Nicki
- Lustro zbrodni (Water's Edge) (2003) jako Rae Baines
- Gorące Hawaje (North Shore) (2004) jako Melinda Lindsey Kellogg
- Weronika Mars (Veronica Mars) (2004) jako Monica Hadwin Greenblatt
- Andromeda (2005) jako Maura
- Masters of Horror (2005) jako Kim
- Love, Inc (2006) jako Girl (1 odcinek)
- Nie z tego świata (Supernatural) (2005) jako Madison
- Dwóch i pół (2005–2015) jako Mia
- CSI: Kryminalne zagadki Nowego Jorku (CSI: NY) (2006–2009) jako Det. Jessica Angell
- Big Shots (2007) jako Wanda Barnes
- Człowiek – cel (2010) jako Emma Barnes
- The Haunting Hour  (2010) jako Abigail
- Hawaii Five-0  (2010) jako Erica Raines
- Kamuflaż (Covert Affairs) (2010–2011) jako Liza Hearn
- Zagubiona tożsamość (Lost Girl) (2010–2015) jako The Morrigan
- Kochanki (2015) jako Niko
- Twardzielka (2017) jako ADA Regan Faulkner

### Filmy
- A Family Divided (1995) jako Rosalie Frank
- The Halfback Of Notre Dame (1996) jako Esmeralda
- Homesong (1996) jako Cheerleader
- The Limbic Religion (1996) jako Jennifer Luca Aged 21
- My Five Wives (2000) jako Sarah
- Largo Winch: The Heir (2001) jako Nikki
- Mindstorm (2001) jako Tracy Wellman
- Suddenly Naked (2001) jako Lupe Martinez
- Wishmaster 3: Beyond the Gates of Hell (2001) jako Elinor Smith
- 40 Days and 40 Nights (2002) jako Susie
- Wakacje Waltera (2003) jako Jasmine
- Lustro zbrodni (Water's Edge, 2003) jako Rae Baines
- Call Me: The Rise and Fall of Heidi Fleiss (2004) jako Lauren
- Bezcenna Jane (Painkiller Jane) (2005) jako Capt. Jane Browning a.k.a Painkiller Jane
- Cerberus (2005) jako dr Samantha Gaines
- Piła II (2005) jako Addison
- House of the Dead 2 (2006) jako Alexandra „Nightingale” Morgan
- Unearthed (2006) jako szeryf Annie Flynn
- Need for Speed: Carbon (gra komputerowa) (2006) jako Nikki
- What Comes Around (2006) jako Caroline (made for TV movie)
- Piła IV (2007) jako Addison
- Blonde and Blonder (2008) jako The Cat
- Bachelor Party 2: The Last Temptation (2008) jako Eva
- Far Cry (2008) jako Valerie Cardinal
- Druga strona medalu (Reverse Angle) (2009) jako Eve Pretson; film TV
- Cadillac Dolana (2009) jako Elizabeth Robinson
- Black Widow (2009)
- A Trace of Danger (2010) jako Kate
- Histeria. Romantyczna historia wibratora (2010) jako Jennifer
- Lustra 2 (2010) jako Elizabeth
- A Nanny for Christmas (2010) jako Ally Leeds
- Where the Road Meets the Sun  (2011) jako Lisa
- Bind (2011) jako Joan
- French Immersion (2011) jako Jennifer Yates
- Stolen Child (2011) jako
- Absolute Deception (2013)
- Szaweł – droga do Damaszku (2014) jako Maria Magdalena